# Jorge Faggiano
Jorge Alfredo Faggiano (Punta Alta, Partido de Coronel Rosales, Provincia de Buenos Aires, 24 de marzo de 1961) es un jugador de baloncesto argentino retirado, que participó en la selección. Al 2007 se desempeña como presidente del club Estudiantes de Bahía Blanca. Es el padre del baloncestista Lucas Faggiano.

## Trayectoria deportiva
Jorge Faggiano, a lo largo de su carrera deportiva, jugó como escolta y también como alero. Comenzó a jugar en 1972, a la edad de once años, en el Club Altense de su ciudad natal.
En 1983 jugó en Estudiantes de Bahía Blanca y, al año siguiente, en Independiente de Avellaneda. De regreso a Estudiantes en 1985, permaneció por cuatro temporadas seguidas. En 1989 fichó para Quilmes de Mar del Plata y la temporada siguiente se incorporó al Gimnasia de Comodoro Rivadavia. En la Liga 90/91, retornó a Bahía Blanca y jugó en Olimpo. La temporada siguiente fichó de nuevo por Estudiantes, en el que permaneció hasta 1994. Luego jugó en Andino Sport Club de la Rioja. En 1995 en Alianza Viedma, retornando a Estudiantes de Bahía Blanca en 1996. Permaneció allí hasta su retirada en 1997.

### Clubes
| Club                   | País      | Año         |
| ---------------------- | --------- | ----------- |
| Estudiantes (BB)       | Argentina | 1983        |
| Independiente          | Argentina | 1984        |
| Estudiantes (BB)       | Argentina | 1985 - 1988 |
| Quilmes (MdP)          | Argentina | 1989        |
| Gimnasia y Esgrima (C) | Argentina | 1990        |
| Olimpo                 | Argentina | 1990 - 1991 |
| Estudiantes (BB)       | Argentina | 1991 - 1994 |
| Andino Sport Club      | Argentina | 1994 - 1995 |
| Deportivo Viedma       | Argentina | 1995 - 1996 |
| Estudiantes (BB)       | Argentina | 1996 - 1997 |

## Selección de baloncesto
Jorge Faggiano fue convocado para la selección argentina en numerosas ocasiones. Con la selección juvenil consiguió la plata en el Sudamericano de Uruguay de 1979, tomó parte en el Mundial Juvenil ese mismo año, en Brasil, y alcanzó la medalla de oro en el Panamericano de Buenos Aires en 1980.
Con el seleccionado mayor, participó en los Preolímpicos de Brasil (1984) y Uruguay (1988). También en los Juegos Panamericanos de Caracas, en 1983; el Sudamericano de Paraguay, en 1987, donde obtuvieron la medalla de oro; y el Panamericano de Indianápolis de 1987.